# أورينو (لومبارديا)
أورينو هي كومونا في مقاطعة فاريزي في منطقة لومباردي الإيطالية، وتقع على بعد حوالي 60 كيلومتر (37 ميل) شمال غرب ميلانو وحوالي 12 كيلومتر (7 ميل) شمال غرب فاريزي. اعتباراً من 31 ديسمبر 2004 ، و يبلغ عدد سكانها 831 نسمة ومساحتها 3.8 كيلومتر مربع (1.5 ميل مربع). تقع أورينو على حدود البلديات التالية: أزيو ، و كوكيو تريفيساغو، و كوفيو.

## روابط خارجية
- www.orino.info